# Матеус Урібе
Матеус Урібе (ісп. Mateus Uribe, нар. 21 березня 1991, Медельїн) — колумбійський футболіст, півзахисник катарського клубу «Ас-Садд».
Виступав, зокрема, за клуби «Енвігадо» та «Атлетіко Насьйональ», з яким вигравав Кубок Лібертадорес та Рекопу Південної Америки, а також чемпіонат та Кубок Колумбії. Крім цього грає за національну збірну Колумбії, у складі якої був учасником чемпіонату світу 2018 року.

## Клубна кар'єра
У дорослому футболі дебютував 2010 року виступами за команду четвертого за рівнем дивізіону Аргентини «Депортіво Еспаньйол», в якій провів лише кілька місяців, взявши участь у 4 матчах чемпіонату.
У 2012 році Матеус повернувся на батьківщину і приєднався до «Енвігадо». Відіграв за команду з Енвігадо наступні три сезони своєї ігрової кар'єри. Більшість часу, проведеного у складі «Енвігадо», був основним гравцем команди. На початку 2015 року Урібе на правах оренди перейшов в «Депортес Толіма», де провів наступні півтора року.
У липні 2016 року уклав контракт з клубом «Атлетіко Насьйональ»,. Граючи у складі «Атлетіко Насьйональ» також здебільшого виходив на поле в основному складі команди. У своєму дебютному сезоні він завоював Кубок Лібертадорес, Кубок Колумбії і вийшов у фінал Південноамериканського кубка. У 2017 році Матеус допоміг клубу виграти чемпіонат та Рекопу Південної Америки. 
Влітку 2017 року Урібе перейшов у мексиканської «Америки». 
4 серпня 2019 року став гравцем «Порту», підписавши 4-річний контракт за 10 млн євро.

## Виступи за збірну
26 січня 2017 року дебютував в офіційних матчах у складі національної збірної Колумбії в товариському матчі проти збірних Бразилії, а вже в наступному році поїхав з командою на чемпіонат світу 2018 року у Росії.
На мундіалі розпочинав як резервний гравець, дебютував на турнірі у другій грі групового етапу проти збірної Польщі, вийшовши на заміну вже на 32-ій хвилині замість Абеля Агілара. Заключну гру у групі вже розпочинав у стартовому складі, допомігши своїй команді мінімально здолати збірну Сенегалу і пробитися до стадії плей-оф. Гру 1/8 фіналу проти збірної Англії знову розпочинав на лаві для запасних. Вийшов на поле замість Карлоса Санчеса на 79-ій хвилині за рахунку 1:0 на користь суперників, а на останніх доданих до основного часу гри хвилинах наважився на дальній удар, який воротар англійців Джордан Пікфорд перевів на кутовий. Саме після подачі цього кутового захисник колумбійців Єррі Міна зрівняв рахунок зустрічі і перевів її в овертайм. У додатковий час жодна з команд не змогла забити, а в серії післяматчевих пенальті Урібе став одним з антигероїв для своєї команди, не реалізувавши, як згодом і Карлос Бакка, свою спробу, і колумбійці зазнали поразки 3:4 у серії. 
9 червня 2019 забив перший гол в футболці національної збірної у матчі проти збірної Перу (3:0).
| Дата       | Місто          | Господарі      | Результат               | Гості      | Турнір                            | Голи | Примітки |
| ---------- | -------------- | -------------- | ----------------------- | ---------- | --------------------------------- | ---- | -------- |
| 25-1-2017  | Ріо-де-Жанейро | Бразилія       | 1 – 0                   | Колумбія   | товариський матч                  | -    |          |
| 23-3-2017  | Барранкілья    | Колумбія       | 1 – 0                   | Болівія    | Відбір до ЧС 2018                 | -    | 64'      |
| 28-3-2017  | Кіто           | Еквадор        | 0 – 2                   | Колумбія   | Відбір до ЧС 2018                 | -    | 73'      |
| 10-11-2017 | Сувон          | Південна Корея | 2 – 1                   | Колумбія   | товариський матч                  | -    | 46'      |
| 14-11-2017 | Чунцін         | КНР            | 0 – 4                   | Колумбія   | товариський матч                  | -    | 68'      |
| 23-3-2018  | Сен-Дені       | Франція        | 2 – 3                   | Колумбія   | товариський матч                  | -    | 90'      |
| 27-3-2018  | Лондон         | Колумбія       | 0 – 0                   | Австралія  | товариський матч                  | -    | 70'      |
| 1-6-2018   | Бергамо        | Єгипет         | 0 – 0                   | Колумбія   | товариський матч                  | -    | 63'      |
| 24-6-2018  | Казань         | Польща         | 0 – 3                   | Колумбія   | ЧС 2018 - груповий етап           | -    | 32'      |
| 28-6-2018  | Самара         | Сенегал        | 0 – 1                   | Колумбія   | ЧС 2018 - груповий етап           | -    | 83'      |
| 3-7-2018   | Москва         | Колумбія       | 1 – 1 д.ч. (3 – 4 п.п.) | Англія     | ЧС 2018 - 1/8 фіналу              | -    | 79'      |
| 7-9-2018   | Маямі-Гарденс  | Венесуела      | 1 – 2                   | Колумбія   | товариський матч                  | -    |          |
| 11-9-2018  | Іст-Ратерфорд  | Колумбія       | 0 – 0                   | Аргентина  | товариський матч                  | -    | 62' 90'  |
| 11-10-2018 | Тампа          | США            | 2 – 4                   | Колумбія   | товариський матч                  | -    |          |
| 16-10-2018 | Гаррісон       | Колумбія       | 3 – 1                   | Коста-Рика | товариський матч                  | -    | 64'      |
| 22-3-2019  | Нашвілл        | Японія         | 0 – 1                   | Колумбія   | товариський матч                  | -    | 82'      |
| 26-3-2019  | Сеул           | Південна Корея | 2 – 1                   | Колумбія   | товариський матч                  | -    | 82'      |
| 9-6-2019   | Ліма           | Перу           | 0 – 3                   | Колумбія   | товариський матч                  | 2    | 80'      |
| 15-6-2019  | Салвадор       | Аргентина      | 0 – 2                   | Колумбія   | Копа Америка 2019 - груповий етап | -    |          |
| 19-6-2019  | Сан-Паулу      | Колумбія       | 1 – 0                   | Катар      | Копа Америка 2019 - груповий етап | -    | 73'      |
| 28-6-2019  | Сан-Паулу      | Колумбія       | 0 – 0 д.ч. (4 – 5 п.п.) | Чилі       | Копа Америка 2019 - чвертьфінал   | -    | 67'      |
| Усього     |                | Матчів         | 21                      |            | Голів                             | 2    |          |

## Титули і досягнення
- Чемпіон Колумбії (1): Апертура 2017
- Володар Кубка Колумбії (1): 2016
- Володар Кубка Лібертадорес (1): 2016
- Переможець Рекопи Південної Америки (1): 2017
- Чемпіон Португалії (2): 2019–20, 2021–22
- Володар Кубка Португалії (3): 2019–20, 2021–22, 2022–23
- Володар Суперкубка Португалії (2): 2020, 2022
- Володар Кубка португальської ліги (1): 2022–23
- Чемпіон Катару (1): 2023–24
- Володар Кубка Еміра Катару (1): 2023–24
- Володар Суперліги Колумбії (1): 2025

Збірні
- Бронзовий призер Кубка Америки: 2021